# Matias Calemba
Matias Mulumba Calemba (em luganda: Mulumba Kalemba), melhor conhecido apenas como Matias Calemba, foi um dos mártires a serem mortos a mando do cabaca Muanga II (r. 1884–1888) do Reino de Buganda, na atual Uganda.

## Vida

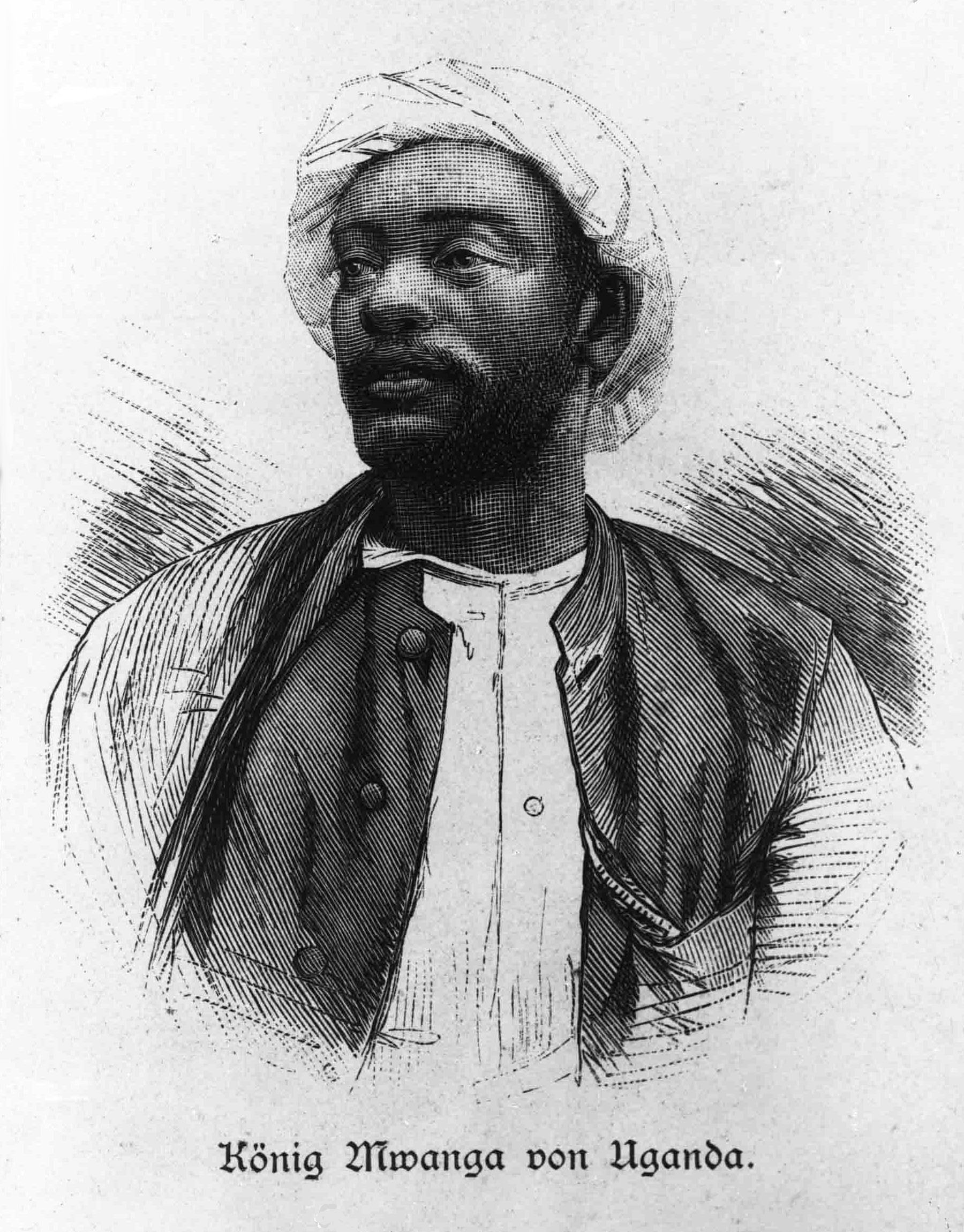
r.

Calemba nasceu em 1836 em Bunia e pertencia à tribo dos sogas. Com sua mãe, foi capturado por invasores de Ganda pertencentes ao clã oter, que os venderam como escravos a Magato, tio do chanceler Mucassa e membro do clã dos ratos comestíveis. Calemba cresceu nesta família e foi tratado como homem livre e membro do clã. Após a morte de seu pai adotivo, permaneceu com o irmão de Magato, Buzibua. Ao atingir a maioridade, prestou serviço a Dedumba, chefe de Singo, como chefe de sua família e supervisor dos criados. Com a morte de Dedumba, o irmão dele reconheceu a posição de Calemba, criando um ofício para ele em honra de Dedumba, a partir de quando foi conhecido como Mulumba.
Calemba primeiro converteu-se ao islamismo, mas com a chegada de missionários anglicanos, apostatou em prol do cristianismo. Quando o cabaca Mutesa I (r. 1857–1884) decidiu construir casas para os missionários católicos, Calemba foi designado à tarefa. Em 31 de maio de 1880, se matriculou como catecúmeno católico, mas ocasionalmente frequentou aulas bíblicas anglicanas. Por seu comprometimento com a fé cristã, apesar de ser dono de várias mulheres, só manteve Quicuvua, a quem desposou. Foi batizado pelo padre Ludovic Girault em 28 de maio de 1882 e desde então declarou-se "escravo de Jesus Cristo". Diz-se que em certa ocasião teria espantado um búfalo com um graveto. Participou de ataques de guerra organizados por seu chefe, mas se recusou a participar do saque, e recusou suborno ao gerir a justiça em seu nome.
Em sua casa em Mitiana, a 47 quilômetros da capital Mengo, viveu vida humilde, assumindo os ofícios de ceramista e bronzeador. Com a ausência de missionários católicos entre 1882 e 1885, organizou uma comunidade cristã onde, com Noé Mauagali e Lucas Banabaquintu, deu instruções cristãs. Quando a perseguição aos cristãos sob Muanga II (r. 1884–1888) eclodiu em 1886, a comunidade somava cerca de 200 pessoas. Nessa época, Calemba estava na capital reconstruindo o palácio real que havia sido incendiado em fevereiro, e embora sob ameaça, não deixou seu posto. O chefe de Singo Macuenda decidiu prender ele e Lucas, que passaram a noite de 26 de maio na casa do chefe com os pés em hastes e os pescoços em jugos escravos. No dia seguinte, foram levados ao palácio, onde o chanceler sentenciou-os a morte por serem cristãos.
A caminho de Namugongo, Calemba parou e pediu para ser executado ali e então em Velha Campala. Seus carrascos cortaram seus membros e arrancaram tiras de carne de seu corpo, queimando-as diante de seus olhos e enquanto isso era feito, apenas dizia "Meu Deus! Meu Deus!". Os carrascos então amarraram suas artérias e o deixaram para morrer uma morte prolongada. Sua paixão começou no meio dia de 27 de maio, e em 29 de maio ainda não havia terminado. Alguns homens que vinham cortar juntos no pântano ouviram sua voz chamando "Água! Água!", mas ficaram horrorizados com a cena e fugiram. Faleceu em 30 de maio. Em 1920, foi beatificado pelo papa Bento XV com outros 21 mártires, que foram canonizados em 1964 pelo papa Paulo VI.